# Щипёрский, Анджей
Анджей Щипёрский (пол. Andrzej Szczypiorski; 3 февраля 1928 года — 16 мая 2000 года) — польский писатель, политик, участник Варшавского восстания, представитель «Поколения Колумбов». С 1970-х годов — оппозиционный активист. Депутат польского Сената первого созыва.

## Биография
Родился в Варшаве в буржуазной семье. Отец — историк и математик Адам Щипёрский, мать — Ядвига Эпштейн, сестра Вислава (1924—1945). Во время Второй мировой войны учился в тайном университете, созданном его отцом. В 1944 году участвовал в Варшавском восстании, был арестован и заключён в концлагерь Заксенхаузен, где находился до 1945 года.
В 1946–1947 годах учился в Варшавской академии политических наук. С 1948 по 1951 годы работал редактором газеты „Życie Warszawy”, затем с 1951 по 1956 годы возглавлял региональное отделение Польского радио в Катовице, одновременно с 1951 по 1956 год занимая пост литературного редактора Силезского театра имени Станислава Выспяньского. С 1956 по 1958 годы работал в посольстве Польши в Дании. После этого до 1964 года занимал пост редактора Польского радио в Варшаве, а с 1965 по 1978 писал для еженедельника „Polityka” и с 1971 по 1975 — для вроцлавского журнала „Odra”.
Литературный дебют Щипёрского состоялся в 1952 году в литературном еженедельнике „Życie Literackie”. Под псевдонимом «Maurice S. Andrews» он опубликовал несколько детективных романов. Вступил в Ассоциацию польских писателей (пол. Stowarzyszenie Pisarzy Polskich).
В конце 1970-х годов примкнул к польским диссидентам — Комитету защиты рабочих (Адам Щипёрский-старший был соучредителем Комитета) и стал одним из организаторов Польского альянса независимости. С 1977 года активно публиковался в подпольных оппозиционных газетах, что закончилось в декабре 1981 года его арестом.
После политических перемен в Польше в 1989–1991 годах как представитель общественного комитета «Солидарность» (вступил в ROAD, входил в совет партии ) и партии «Демократический союз» получил мандат в польском Сенате первого созыва.
Работал над улучшением немецко-польских отношений, за что в 1995 году был награждён орденом «За заслуги перед ФРГ». Выступая за сближение с Израилем, возглавлял Общество польско-израильской дружбы.
Скончался в Варшаве в 2000 году. Похоронен на Кальвинистском кладбище Варшавы по кальвинистскому обряду, однако достоверно о его переходе в кальвинизм неизвестно.

## Литературные награды
- 1972 Премия Польского ПЕН-клуба
- 1988 Австрийская государственная премия по европейской литературе
- 1989 Премия Нелли Закс
- 1994 Премия Гердера[источник не указан 3954 дня]

## Избранная библиография
- 1961: Czas przeszły, Iskry, Warszawa (экранизирован в 1961 г.)
- 1966: Podróż do krańca doliny, Iskry, Warszawa
- 1967: Karol Świerczewski-Walter: w 20 rocznicę śmierci, Warszawa
- 1968: Niedziela, godzina 21.10: wybór felietonów radiowych, 1964-1967 Warszawa
- 1971: Msza za miasto Arras, Czytelnik, Warszawa
- 1971: Lot 627 (экранизирован в 1979 г.)
- 1983: Z notatnika stanu wojennego, Polonia, Londyn
- 1986: Początek («Начало»), Instytut Literacki, Paryż
- 1990: Amerykańska whiskey i inne opowiadania, Kantor Wydawniczy SAWW, Poznań
- 1991: Noc, dzień i noc, Kantor Wydawniczy SAWW, Poznań
- 1994: Autoportret z kobietą, Kantor Wydawniczy SAWW, Poznań
- 1999: Gra z ogniem, Sens, Poznań

## На русском языке
- Начало, или Прекрасная пани Зайденман. М.: Текст, 2008.